# Andrés Galetto
Andrés Galetto (Coronel Hilario Lagos, La Pampa, Argentina, 13 de enero de 1999) es un futbolista argentino que se desempeña como enganche. Actualmente se encuentra disputando el Torneo Regional Federal Amateur para el club Alvear Football de Intendente Alvear, La Pampa.

## Trayectoria

### Ferro
Realizó las divisiones inferiores en el Club Ferro Carril Oeste. El 25 de abril del 2019 se consagra campeón del torneo de inferiores de la reserva tras ganarle por penales 4 - 1 a Arsenal de Sarandí. El 15 de agosto del mismo año se consagra campeón del torneo de inferiores de cuarta división. El 23 de septiembre del 2020 firmó su primer contrato profesional que lo vincularía a Ferro desde el 1 de enero del 2021 hasta el 31 de diciembre del 2023.
Fue convocado por primera vez al banco de suplentes el 10 de abril del 2021 por la quinta fecha del Campeonato de Primera Nacional 2021. No ingresó en dicho partido. Recién en la fecha 27 del mismo campeonato al integrar el banco de suplentes ingresa y hace su debut como profesional a los 16 minutos del segundo tiempo en lugar de David Gallardo. En la fecha 29 es titular por primera vez. En total disputó 4 partidos en este campeonato sin marcar ningún gol y disputando un total de 172 minutos.
De cara al Campeonato de Primera Nacional 2022 siguió en Ferro en el plantel profesional aunque principalmente disputa los partidos de reserva. En la fecha 13 debutó ingresando a los 38 minutos del segundo tiempo en lugar de Nicolás Gómez. En agosto del 2022 se consagra campeón del campeonato de reserva.

## Estadísticas
Actualizado al 25 de octubre de 2023

| Ferro Argentina | 2.ª           | 2021          | 4  | 0 | 0 | 0 | — | — | 4  | 0 | 0 |
| Ferro Argentina | 2.ª           | 2022          | 4  | 0 | 0 | 0 | — | — | 4  | 0 | 0 |
| Ferro Argentina | 2.ª           | 2023          | 4  | 0 | 0 | 0 | — | — | 4  | 0 | 0 |
| Ferro Argentina | Total club    | Total club    | 12 | 0 | 0 | 0 | 0 | 0 | 12 | 0 | 0 |
| Total carrera | Total carrera | Total carrera | 12 | 0 | 0 | 0 | 0 | 0 | 12 | 0 | 0 |
| (1) La copa nacional se refiere a la Copa Argentina y Supercopa Argentina . (2) La copa internacional se refiere a la Copa Sudamericana, Recopa Sudamericana, Copa Libertadores y Copa Suruga Bank. |               |               |    |   |   |   |   |   |    |   |   |